# Torpeda Typ 91
Torpeda Typ 91 (jap. 九一式航空魚雷 kyūichi-shiki kōkū gyorai) – japońska torpeda lotnicza z okresu dwudziestolecia międzywojennego i czasów drugiej wojny światowej, podstawowa torpeda bombowców torpedowych japońskiej marynarki wojennej podczas wojny na Pacyfiku. Torpedy Typ 91 stanowiły podstawowe wyposażenie japońskich, pokładowych samolotów torpedowych podczas wszystkich największych bitew i japońskich operacji powietrzno-morskich, począwszy od ataku na Pearl Harbor, aż po bitwy powietrzno-morskie w zatoce Leyte.
Nazwa Typ 91 pochodzi od roku, w którym rozpoczęto proces konstrukcji torpedy, czyli od 2591 roku liczonego według japońskiego kalendarza imperialnego kōki, odpowiadającego rokowi 1931 n.e. Oznaczenie kai oznacza modyfikację – odpowiednik Mod w torpedach amerykańskich.